# Dorfkirche Reisdorf

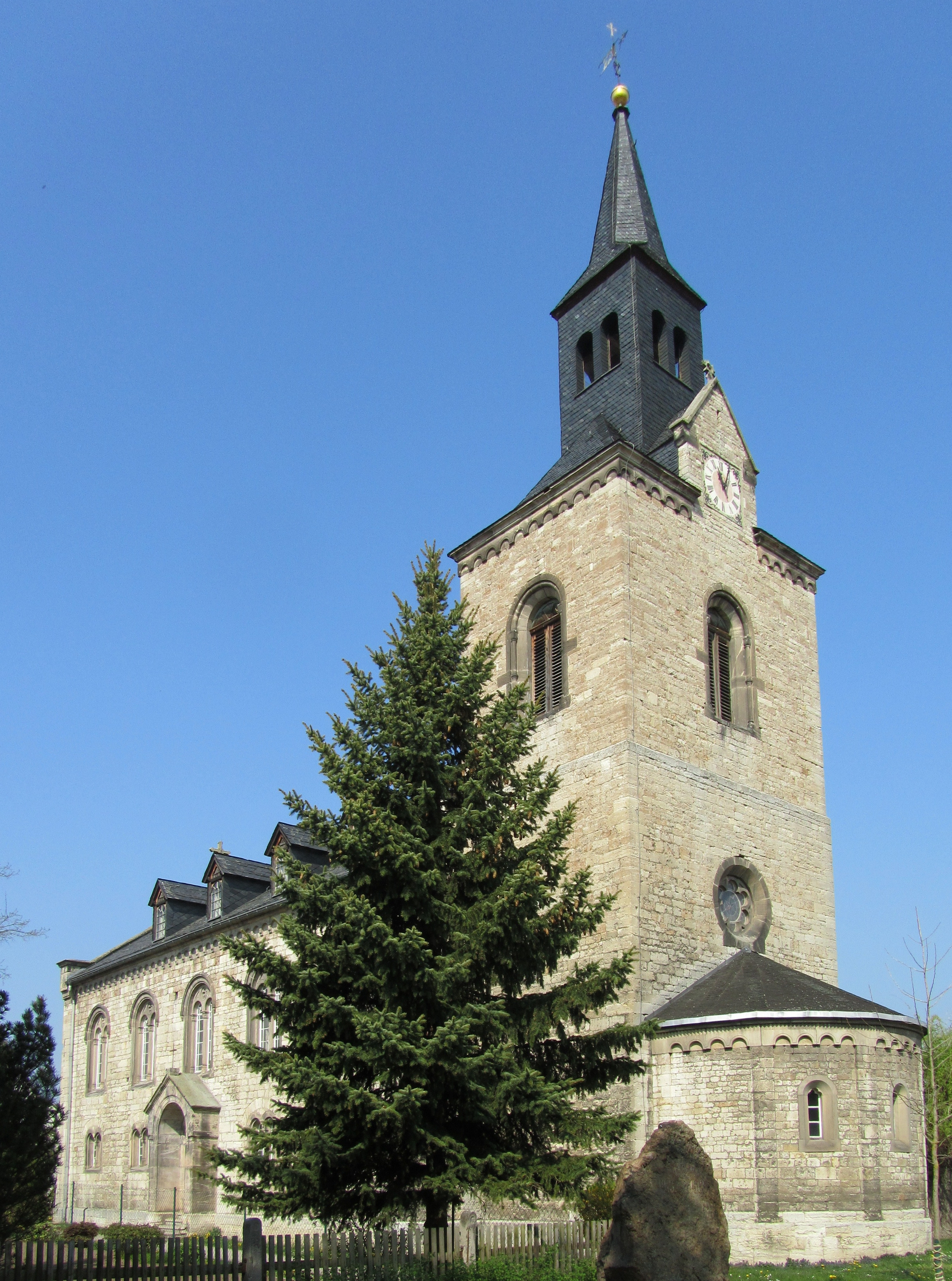
Apsis, Chorturm, Fenster des Schiffs unter, zwischen und über Emporen

Die evangelische Dorfkirche Reisdorf steht im Ortsteil Reisdorf der Stadt Bad Sulza im Landkreis Weimarer Land in Thüringen. Sie gehört zur Kirchgemeinde Bad Sulza im Kirchenkreis Apolda-Buttstädt der Evangelischen Kirche in Mitteldeutschland.

## Geschichte

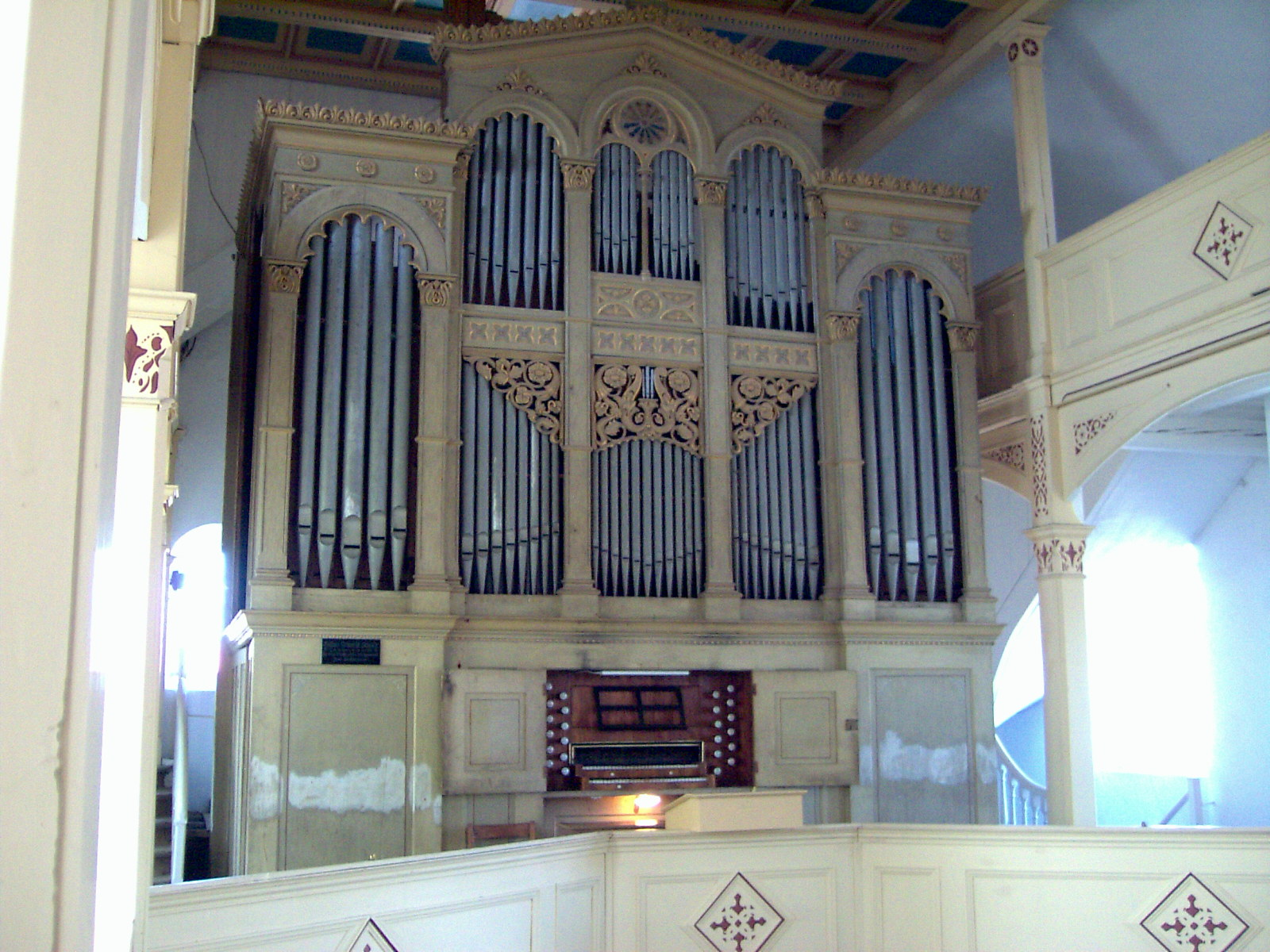
Orgel, Emporen, schlanke Holzpfeiler

Die Vorgängerkirche wurde 1853 wegen Baufälligkeit geschlossen. 1855–1857 wurde die neuromanische Chorturmkirche neu erbaut.
Das Kirchenschiff ist eine hölzerne Emporenhalle mit zwei Emporengeschossen an drei Seiten, mit romanischen Kapitellen, aber ohne Ähnlichkeit zu Emporenhallen der mittelalterlichen Romanik. Bei der Restaurierung in den 1980er Jahren war Horst Jährling der Berater.

## Orgel
1857 erbauten die Gebr. Peternell (Seligenthal / Schmalkalden) die Orgel. Über die Orgelabnahme schrieb am 11. September 1858 Johann Gottlob Töpfer „Die Spielart ist so leicht, als sie bei Orgeln dieser Größe zu erwarten ist.“ und „..., dass Herr Peternell der Gemeinde zu Reisdorf mit einem schönen und dauerhaften Orgelwerk versorgt hat. Es macht dem Erbauer Ehre...“ (Euterpe 1859) 1993 wurde das		Instrument durch die Firma Rösel & Hercher (Saalfeld) gereinigt und instand gesetzt.

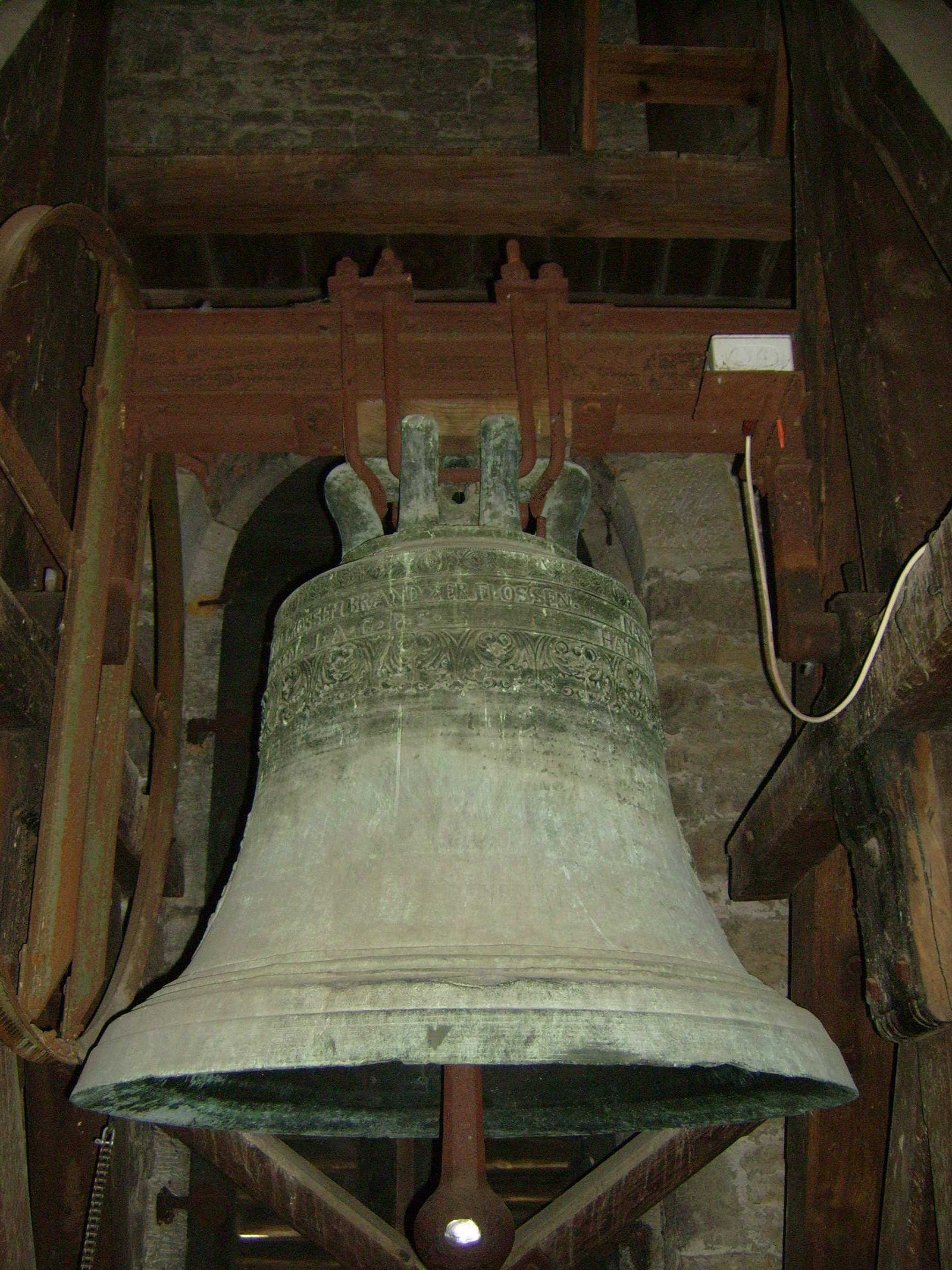
Sorber-Glocke

## Glocken
Von dem 1714 existierenden Dreier - Geläut des Erfurter Gießers Nikolaus Sorber ist nur noch die größte Glocke erhalten. Sie wurde, wie auch die beiden anderen, 1857 aus dem Glockenhaus auf dem Friedhof in den Turm umgehangen. Am 11. Februar 1942 wurde sie unter der Inventarnummer 11-23-225 B nach Ilsenburg abgeliefert und kam mit dem Transport im Herbst 1947 (Eintragung in der Glockenliste vom 4. Februar 1948) wieder zurück. Ihre beiden Schwestern wurden eingeschmolzen. Ergänzt wurde 1934 eine Bronzeglocke der Firma Franz Schilling Söhne (Apolda). Sie wurde zum Erntedankfest geweiht.